# Max Albert Klausner

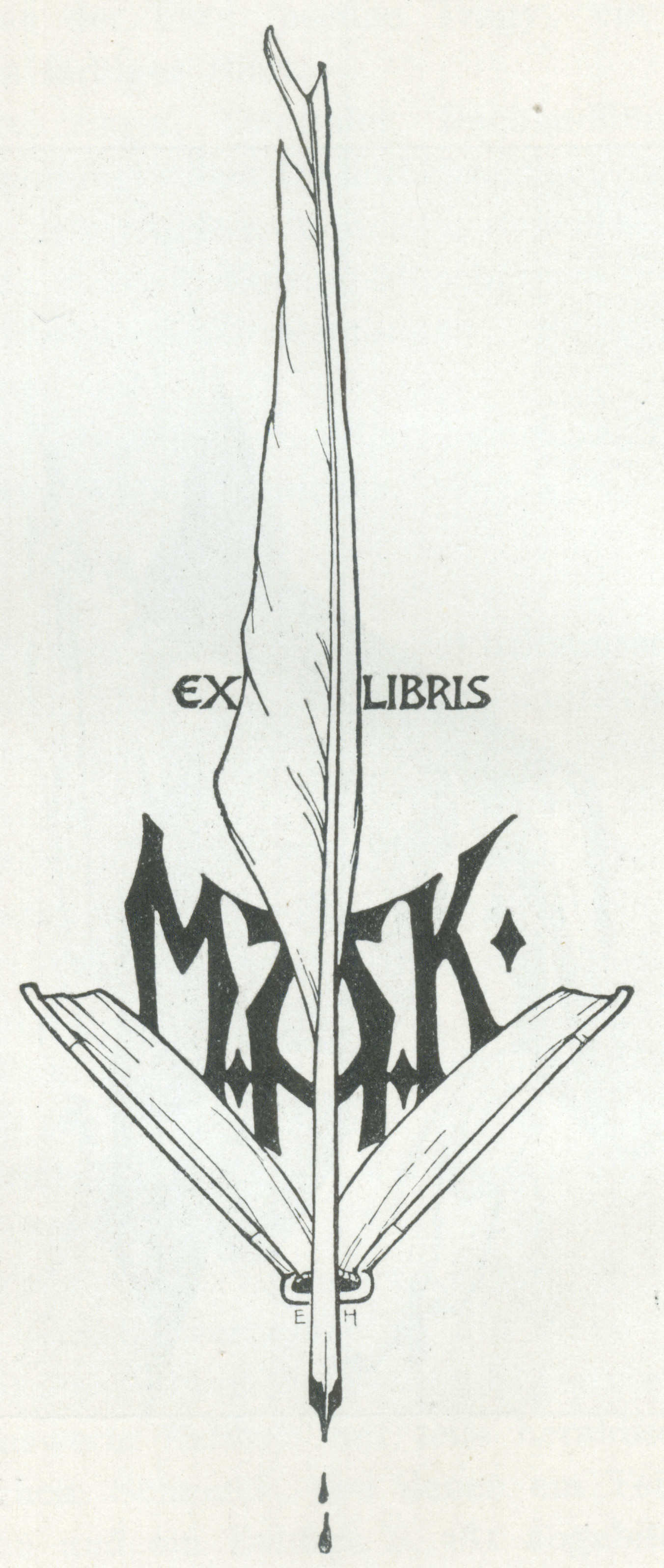
Exlibris von Max Albert Klausner, gestaltet von Elli Hirsch

Max Albert Klausner (geboren am 24. November 1848 in Kobylin, Provinz Posen, Königreich Preußen; gestorben am 7. September 1910 in Berlin)  war Dichter, engagierter jüdischer Publizist, Mitbegründer und Sekretär der deutschen Konferenzgemeinschaft der Alliance Israélite und seit 1901 Herausgeber der Israelitischen Wochenschrift in Berlin. Seine älteste Tochter Irma Klausner-Cronheim war eine der ersten in Deutschland studierenden Medizinerinnen, die andere Tochter Edith Klausner wurde die erste Arbeitsrichterin in Deutschland. 

## Leben und Wirken
Max Albert Klausner stammte aus angesehenen jüdischen Familien in der Provinz Posen. Sein Großvater Seew Wolf Klausner (1761–1861) war Rabbiner und leitete die Jeschiwa in Exin (Kcynia). Sein Vater Albert Wolf (Berl Isochar, 1808–1880) war Rabbiner in Kobylin, seine Mutter war Pauline, geborene Schoeps (1814–1896). Zu seinen Geschwistern gehörten die Schriftstellerinnen Clara Steinitz und Ulrike Rosenfeld.
Die Familie zog bald nach Halle an der Saale. Max Albert Klausner studierte Mathematik, Astronomie, Geschichte und Germanistik.
Seit etwa 1872 schrieb er als Journalist für verschiedene Zeitschriften, auch für Die Gartenlaube. 1882 wurde er wegen eines Artikels gegen Bismarck gerichtlich verurteilt.
Später war er politischer Korrespondent für den linksliberalen Berliner Börsen-Courier.
Seit 1899 wandte sich Max Albert Klausner vor allem jüdischen Themen zu. Er wurde Herausgeber der Allgemeinen  Israelitischen Wochenschrift, die aus den jüdischen Gemeinden berichtete. Seit 1901 war er auch Redakteur und einer der wichtigsten Mitarbeiter der neuen jüdischen Kulturzeitschrift Ost und West.
Max Albert Klausner unterstützte auch engagiert jüdische Wohltätigkeitsorganisationen.
Am 7. September 1910 starb er, nachdem er aus einer Straßenbahn ausgestiegen war und von einem Auto überfahren wurde.

## Publikationen
Max Albert Klausner schrieb Artikel für verschiedene Zeitungen und Zeitschriften.
Sein wichtigstes Werk waren Übersetzungen von mehreren Büchern der hebräischen Bibel.
Übersetzer
- Die Gedichte der Bibel, 3 Bände, 1902, unter anderem Hohelied, Sprüche Salomo; mehrere Neuauflagen und Nachdrucke bis in die Gegenwart

Autor
- Hie Babel, hie Bibel, 1902, Neuauflagen 1903, 1904, Polemik gegen Friedrich Delitzsch
- Zur Wehr und Lehr. Jüdische Zeitfragen, 1903

## Ehe und Familie
Max Albert Klausner war mit Bertha Nehab verheiratet. Sie hatten mehrere Kinder
- Irma Klausner-Cronheim (1874–1959), eine der ersten Medizinerinnen, die nur in Deutschland studierten
- Gertrud Klausner (1877–1939), Studienrätin, Abgeordnete des Preußischen Landtags
- Edith Klausner, Juristin, erste Arbeitsrichterin in Deutschland
- Judith Klausner, illustrierte seine Bibelübersetzungen